# エーディト・フロバット
エーディト・フロバット（Edith Hrovat 1956年1月15日-) は、オーストリアのウィーン出身の柔道選手。現役時代は52kg級の選手。

## 人物
ヨーロッパ選手権などで何度も優勝を飾るなど、1970年代半ばから52kg級のトップレベルの選手として活躍していた。1980年にニューヨークで初開催された女子の世界選手権ではオーストリアが3つの金メダルを獲得したが、そのうちの1人として決勝で山口香を腕挫十字固で破って52kg級の初代チャンピオンになった。1984年の世界選手権では決勝で山口に注意で敗れて2位に終わった。しかし、オーストリアのスポーツ界におけるこの年の年間最優秀女子選手に選ばれた。

## 主な戦績
48kg級での戦績
- 1974年 - ヨーロッパ選手権(公開競技)　2位
- 1975年 - ドイツ国際　優勝
- 1975年 - イギリス国際　3位

52kg級での戦績
- 1976年 - ドイツ国際　2位
- 1976年 - ヨーロッパ選手権　優勝
- 1977年 - ドイツ国際　優勝
- 1977年 - ヨーロッパ選手権　優勝
- 1977年 - イギリス国際　2位
- 1978年 - ドイツ国際　優勝
- 1978年 - ヨーロッパ選手権　優勝
- 1979年 - ドイツ国際　優勝
- 1979年 - ヨーロッパ選手権　優勝
- 1979年 - イギリス国際　優勝
- 1980年 - ヨーロッパ選手権　3位
- 1980年 - イギリス国際　優勝
- 1980年 - 世界選手権　優勝
- 1981年 - ドイツ国際　優勝
- 1981年 - ヨーロッパ選手権　優勝
- 1981年 - イギリス国際　優勝
- 1982年 - ドイツ国際　優勝
- 1982年 - ヨーロッパ選手権　優勝
- 1982年 - イギリス国際　優勝
- 1983年 - ドイツ国際　優勝
- 1983年 - ヨーロッパ選手権　3位
- 1983年 - 福岡国際　3位
- 1984年 - ドイツ国際　2位
- 1984年 - ヨーロッパ選手権　優勝
- 1984年 - オーストリア国際　優勝
- 1984年 - 世界選手権　2位
- 1984年 - 福岡国際　優勝
- 1985年 - ドイツ国際　2位
- 1985年 - ヨーロッパ選手権　3位
- 1985年 - オーストリア国際　3位
- 1985年 - 福岡国際　2位
- 1986年 - ポーランド国際　2位
- 1986年 - ドイツ国際　2位
- 1986年 - ヨーロッパ選手権　2位
- 1986年 - イギリス国際　3位
- 1986年 - 世界選手権　5位
- 1987年 - ドイツ国際　3位
- 1987年 - ヨーロッパ選手権　2位
- 1987年 - オーストリア国際　3位
- 1988年 - フランス国際　3位
- 1988年 - ドイツ国際　3位
- 1988年 - ポーランド国際　優勝
- 1988年 - オーストリア国際　3位
- 1989年 - オーストリア国際　3位